# Charles Kamathi
Charles Kamathi, född 18 maj 1978 i Nyeri, är en kenyansk friidrottare som tävlar i långdistanslöpning. 
Kamathis största merit är VM-guldet 2001 på 10 000 i Edmonton. Ett guld som han inte lyckades försvara vid VM 2003 då han slutade på sjunde plats. Kamathi var även med i OS 2004 men slutade där på 13:e plats i finalen. Samma år vann han guld vid Afrikanska mästerskapen i Brazzaville på 10 000 meter. Hans senaste internationella mästerskap var VM 2005 där han blev 12:a på 10 000 meter. 
Efter 2005 har han mest tävlat på längre distanser och blev bland annat trea vid Rotterdams maraton 2008.

## Personliga rekord
- 10 000 meter - 26.51,49 från 1999
- Maraton - 2:07.33 från 2008